# Alah
Alah (ar. الله Allah) arapski je naziv za Boga. Istu riječ za Boga koriste i arapski kršćani i Židovi.  Muslimani smatraju kako vjerovanje u Alaha predstavlja prvu temeljnu istinu islama, a ono također spada u gajb, doktrinu vjerovanja u neznano. To znači da vjernicima Alahov lik nije poznat, a njegovo biće je, prema islamskom učenju, nedokučivo ljudskom razumu. Svaki pokušaj likovnog prikaza Alaha muslimanskim vjernicima predstavlja teški grijeh. 
Kako je islam strogo monoteistička religija, Alah nema nikakvog sudruga, a pridruživanje sudruga Alahu u islamu se naziva širk i predstavlja najteži oblik grijeha koji proizlazi izravno iz vjere. 
Specifičnost islama je u tome što između Alaha i vjernika nema posrednika prilikom molitve – namaza, koga vjernici smatraju svojim "razgovorom s Bogom".  Ono što je vjernicima znano o Alahu sažeto je u njegovim svojstvima – sifatima i u 99 Alahovih imena.

## Etimologija
Ime Allah je izvedeno iz arapskog al-ilah, što znači "Bog", da bi dodavanjem određenog člana "el" dobilo oblik "Allah", u značenju "jedan jedini bog". Zanimljivo za spomenuti da se ime "Allah" ne može mijenjati u rodu ili broju. Kršćani arapskog govornog područja također koriste ovo ime i njim nazivaju kršćanskog boga. Osim ovoga imena, islamski bog ima još 98 imena (atributa).

## Alahova svojstva –sifati
Alah ima svoja svojstva – sifate, koja prema vjerovanju muslimana pomažu vjernicima da spoznaju Boga u potrebnoj mjeri. U islamu se smatra da svako dublje nastojanje da se Alah spozna može postati grijehom. Također se smatra da će oni koji zasluže Džennet (raj) moći će vidjeti Alaha, tako da će u potpunosti spoznati prirodu Boga u kog su vjerovali. Alahovih svojstava ima 14, a dijele se u dvije skupine:
- svojstva Alahova bića – sifati subutijjeh
- svojstva Alahova savršenstva – sifati zatijjeh.

Svojstva Alahova bića su:
1. Alah ima i postoji – vujjud
2. Alah je Jedan – wahdaniyyet
3. Alah je oduvijek, jer nije postao – qidem
4. Alah je zauvijek, jer ga neće nestati – beqa
5. Alah ničemu nije sličan – muhalefetun-lil-havadisi
6. Alah Sam po Sebi opstoji – qijamun bi nefsihi.

Svojstva Alahova savršenstva su:
1. Alah živi Svojim vječnim životom – hayat
2. Alah sve zna – 'ilm
3. Alah sve čuje – sem'
4. Alah sve vidi – besar
5. Alah sve Svojom voljom čini – iradet
6. Alah je Svemoćan – kudret
7. Alah govori Svojim božanskim govorom – kelam
8. Alah sve stvara, održava i rastvara – tekvin.

O Alahovim svojstvima najsažetije govori Kur'anska sura "El-Ihlas" – "Iskrenost", čiji prijevod na hrvatski glasi:
Reci: Allah je Jedan.
On je utočište svemu.
Nije rodio i rođen nije, i nitko Mu ravan nije.
Određene Allahove karakteristike je u svojim propovijedima iznio i Prorok Muhamed.

## Frazeologija
U islamu se koristi veliki broj fraza vezanih uz Alaha, poglavito radi iskazivanja poštovanja i zahvalnosti prema Njemu:
- La ilahe illallah (Nema Boga osim Alaha!)
- Allahu ekber (الله أكبر) (Alah je Najveći! – fraza koja je dosta u uporabi prilikom molitve – namaza)
- Bismillah (بسم الله ) (U Ime Alaha! – najčešća fraza)
- Inshaallah (إن شاء الله) (Ako Bog/Alah da!)
- Mashaallah (ما شاء الله) (Alah je uslišio!)
- Subhanallah (سبحان الله) (Neka je slava Alahu!)
- Elhamdu lillah (الحمد لله) (Velika hvala Alahu!)
- Allahu 'alim (الله أعلم) (Alah sve zna!)